# Scaled Composites Boomerang
Boomerang (Model 202) ist der Name eines zweimotorigen Flugzeuges für maximal fünf Personen, das sich durch einen unkonventionellen Aufbau auszeichnet. Entworfen und gebaut wurde es von Burt Rutan und seiner Firma Scaled Composites und erlebte seine ersten Flüge im November 1996.
Das besondere an Boomerang ist die Asymmetrie: Die zwei Propeller sitzen nicht symmetrisch links und rechts der Hauptachse, stattdessen sitzt einer im Zentrum, und der andere leicht versetzt nach hinten links. Um die Asymmetrie auszugleichen, ist eine der Tragflächen länger als die andere, und von oben gesehen ergeben sie die Form eines Bumerangs – daher der Name des Flugzeuges.